# St. Mariä Himmelfahrt (Bruchhausen)

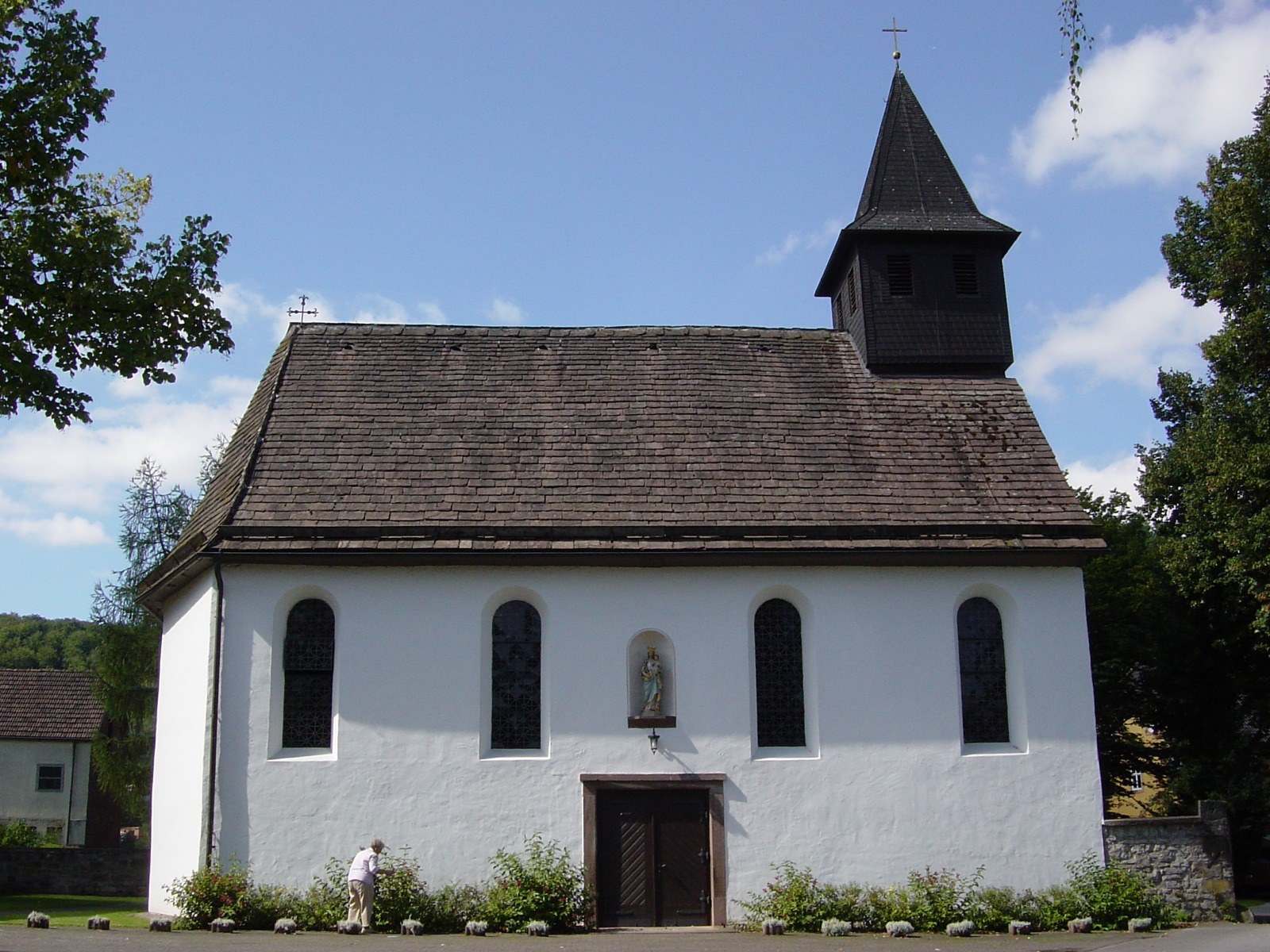
Pfarrkirche St. Mariä Himmelfahrt in Bruchhausen

Die römisch-katholische Pfarrkirche St. Mariä Himmelfahrt ist ein denkmalgeschütztes Kirchengebäude in der Brokhusenstraße in Bruchhausen, einer Ortschaft in Höxter im Kreis Höxter (Nordrhein-Westfalen).

## Geschichte und Architektur
Der Wandpfeilersaal mit eingezogenem Chor wurde 1699 als gesüdete Saalkirche mit Rundbogenfenstern auf dem Baugrund des Schlossherrn errichtet. Konsekriert wurde die Kapelle im März 1702 von Fürstabt Florentinus van der Velde von Corvey. Somit hatte die Mitbenutzung der evangelischen Kirche ein Ende. Die Kapelle wurde 1933 zur Pfarrkirche erhoben und um den Wandpfeilersaal nach Westen erheblich erweitert.

## Ausstattung
- Das Ädikularetabel mit kannelierten Säulen und einem Sprenggiebel ist eine Stiftung des Corveyer Abtes Florenz von Velde, das Altarblatt wurde 1933 restauriert. Das Medaillon im Auszug wurde 1775  von Anton Joseph Stratmann stark retuschiert.
- Im Seitenaltar wird eine kleine thronende Madonna aus Eiche von der Zeit um 1240 gezeigt. Jüngere Fassungen wurden 1955 abgenommen, der Kopf des Kindes wurde ergänzt. Die Madonna wird als unsere liebe Frau von Bruchhausen verehrt.
- Die Figur des hl. Laurentius aus Holz wurde um 1700 geschnitzt.